# کووباچ
کووباچ (به لهستانی:  Kołbacz) یک روستا در لهستان است که در گمینا ستاره چارنووو واقع شده‌است. کووباچ ۱٬۴۰۰ نفر جمعیت دارد.